# Бака (ругательство)
Бака (яп. 馬鹿, ばか, バカ бака) — самое распространённое в современном японском языке ругательство со значениями «дурак», «болван», «идиот», а также «дурашка», в уменьшительно-ласкательной форме.
Является частью жаргона отаку не только в Японии, но и в других странах.
Во времена Второй мировой войны слово бака использовалось в разговорном языке американских военных для обозначения самолёта-снаряда («крылатой бомбы»), управляемого пилотом-смертником.

## Этимология

Кандзи 馬鹿

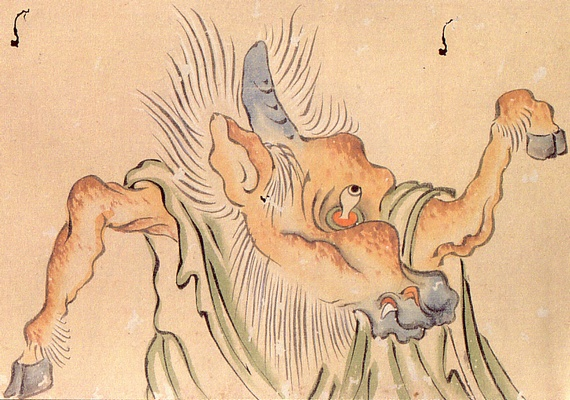
Мумасика (馬鹿) на иллюстрации Яко Эмаки (1832).

Изначально сочетание иероглифов 馬鹿 заимствовано из китайского, где имеет значение «благородный олень». В современном японском языке эти кандзи используются как атэдзи и не несут смысловой нагрузки.
Среди исследователей нет единого мнения о происхождении слова. Однако наиболее распространены две гипотезы:
- Первая — литературная аллюзия на историческое событие, описываемое в китайской идиоме «указывая на оленя, называть его лошадью» (кит. трад. 指鹿為馬, пиньинь zhǐ-lù wéi-mǎ), ставшей также японским фразеологизмом  (яп. 鹿を指して馬と為す сика о саситэ ума то насу). Данная поговорка берёт своё начало в истории о Чжао Гао, пользующемся дурной славой евнухе времён правления Цинь Шихуанди, который вынудил преемника Эрши Хуана покончить жизнь самоубийством. В «Исторических записках» (Ши-цзи) описывается случай, когда Чжао Гао придумал способ проверить придворных на преданность ему[5]: Задумав переворот, Чжао Гао боялся, что некоторые царедворцы не послушаются его приказов. Поэтому он решил сначала проверить их. Он приказал привести оленя и представил его императору, назвав его лошадью. Эрши Хуан рассмеялся и сказал: «Возможно советник ошибается, называя оленя лошадью?» И спросил всех, кто был вокруг. Некоторые молчали, некоторые, в надежде на благосклонность Чжао Гао, заявили, что это лошадь, другие же сказали, что это несомненно олень. Позднее Чжао тайно наказал всех, кто признал правду, осудив их за разные преступления. После этого чиновники смертельно боялись евнуха.
- Существует также версия, что «бака» происходит от санскритского moha (慕何, «глупый») или mahallaka (摩訶羅, «тупой»)[6].